# Jadwiga Kiszczak
Jadwiga Maria Kiszczak (ur. 15 października 1947 w Lublinie, zm. 12 listopada 2022 tamże) – polska nauczycielka muzyki, działaczka opozycyjna.

## Życiorys
Studiowała w Państwowej Wyższej Szkoły Muzycznej w Warszawie. W marcu 1968 uczestniczyła w protestach studenckich. 8 marca została pobita w czasie manifestacji na Krakowskim Przedmieściu. Została zawieszona na rok w studiach i pozbawiona indeksu. Powtarzała rok jako wolna słuchaczka. Studia ukończyła w 1972.
W latach 1972–1991 pracowała w Ogólnokształcącej Szkole Muzycznej I i II stopnia im. Karola Lipińskiego w Lublinie. W latach 1972–1987 nauczycielka także w Szkole Muzycznej I stopnia w Świdniku. Uczyła w klasie skrzypiec, teorii muzyki i chóru.
We wrześniu 1980 zaangażowała się w działalność „Solidarności”. Została członkinią Komisji Zakładowej NSZZ „Solidarność” w Państwowej Ogólnokształcącej Szkole Muzycznej w Lublinie. W 1981 była delegatką na zjeździe regionalnym oraz na ogólnopolskim zjeździe szkół artystycznych w Poznaniu i Warszawie. W lutym 1982 była wśród inicjatorek, a w latach 1983–1989 współorganizatorek wypoczynku wakacyjnego dla dzieci z rodzin osób internowanych pod nazwą „Wakacje z Bogiem” w ramach podziemnych struktur „Solidarności” oraz we współpracy z Kurią Biskupią. Łącznie odbyło się kilkadziesiąt turnusów na ok. 10 tys. miejsc. Działała pod pseudonimem „Wiśka”. Zajmowała się, m.in. przekazywaniem pieniędzy rodzinom internowanych działaczy „Solidarności”, rozprowadzaniem ulotek, wyszukiwaniem lokali dla drukarzy wydawnictw drugiego obiegu, kolportażem wydawnictw niezależnych oraz współpracą z podziemną „Gazetą poza Cenzurą”. Była inwigilowana, przesłuchiwana, zatrzymywana i osadzana w areszcie śledczym, przeprowadzano z nią rozmowy ostrzegawcze, a w jej mieszkaniu przeprowadzano rewizje. W latach 1982–1989 była rozpracowywana przez Wojewódzki Urząd Spraw Wewnętrznych w Lublinie pod kryptonimem Orkiestra. W działalność opozycyjną była zaangażowana również jej siostra Małgorzata Kiszczak, także nauczycielka muzyki.
W czerwcu 1989 zaangażowała się w reaktywowanie NSZZ „Solidarność” w swojej szkole. Do 1991 była przewodniczącą Komisji Zakładowej NSZZ „Solidarność” w Ogólnokształcącej Szkole Muzycznej I i II stopnia w Lublinie. W latach 1990–2012 pracowała jako wizytatorka Centrum Edukacji Artystycznej Ministerstwa Kultury i Dziedzictwa Narodowego na Region Lubelski. Związana także ze Szkołą Muzyczną I i II stopnia im. Tadeusza Szeligowskiego w Lublinie. W grudniu 2012 przeszła na emeryturę.
Od 2000 działała w Lubelskim Stowarzyszeniu Osób Represjonowanych w Stanie Wojennym, którego od 2013 była prezeską.
Pochowana na cmentarzu przy ul. Lipowej w Lublinie.

## Odznaczenia
- 1990 – Złoty Krzyż Zasługi[7][1][2]
- 2001 – Złoty Krzyż Zasługi „za zasługi w działalności na rzecz demokratycznych przemian w Polsce, za osiągnięcia w pracy społecznej”[8]
- 2017 – Krzyż Wolności i Solidarności „za zasługi w działalności na rzecz niepodległości i suwerenności Polski oraz respektowania praw człowieka w Polskiej Rzeczypospolitej Ludowej”[9]
- 2018 – Krzyż Kawalerski Orderu Odrodzenia Polski „za wybitne zasługi w działalności na rzecz przemian demokratycznych w Polsce, za osiągnięcia w podejmowanej z pożytkiem dla kraju pracy zawodowej i społecznej”[10]
- 2022 – Krzyż Oficerski Orderu Odrodzenia Polski „za wybitne zasługi w działalności na rzecz społeczności lokalnej, za wkład w rozwój edukacji artystycznej”[11]
- Medal Komisji Edukacji Narodowej[5]
- Medal Prezydenta Lublina[5]
- Odznaka Honorowa „Zasłużony dla Województwa Lubelskiego”[5]
- Odznaka honorowa „Zasłużony dla Kultury Polskiej”[5]
- Odznaka Semper Fidelis Gdańsk[5]
- Odznaka Bene Merendi Civitati Świdnik[5]